# Realismo científico
El realismo científico es la visión filosófica de que el mundo descrito por la ciencia es real, y tal como esta lo describe, de manera independiente de cómo se pueda interpretar. Por lo que es una variedad del realismo crítico que sostiene, básicamente (i) que existe una realidad objetiva, (ii) que el objetivo primordial de la ciencia es describir y explicar (además de predecir) los hechos de la realidad y (iii) que la ciencia consigue su objetivo en cierta medida y de un modo especial, gracias a la aplicación del método científico. Bajo estas premisas, hay variedades de realismo científico en relación con autores realistas científicos, los cuales hacen énfasis en diferentes características de esta concepción.
Entre los filósofos que han defendido diversas variedades de realismo científico pueden mencionarse el argentino Mario Bunge, el británico Roy Bhaskar,  los estadounidenses Hilary Putnam, Philip Kitcher y Richard Boyd y el finlandés Ilkka Niiniluoto.

## Realismo de teorías y realismo de entidades
En su trabajo "Representar e intervenir" Ian Hacking distingue dos modalidades del realismo científico.
1) El realismo acerca de teorías donde las teorías son verdaderas o falsas en cuanto constituyen representaciones adecuadas o no de la realidad.
2) El realismo acerca de entidades que afirma que muchas entidades realmente existen.
Es importante notar que 2 no implica 1.
Justamente Hacking se considera un realista en cuanto algunas entidades si bien no acuerda dar demasiada confianza a ninguna teoría.
Sostiene que lo que pensamos, cómo representamos el mundo, no importa tanto como lo que hacemos, cómo intervenimos en el mundo.